# Volkszählung in Österreich-Ungarn 1869
Die Volkszählung in Österreich-Ungarn 1869 war die erste moderne Volkszählung in Österreich und der Österreichisch-Ungarischen Monarchie.
Nachdem bereits davor mehrmals Häuser- und Personenzählungen vorgenommen worden waren, wurde am 29. März 1869 ein neues Volkszählungsgesetz beschlossen, das die gesamte dauerhaft oder zeitweilig an einem Ort anwesende Bevölkerung mit einem einheitlichen demographischen, sozialstrukturellen und beruflichen Bündel an Merkmalen erfassen sollte. Vorangegangen waren mehrere Probezählungen. Die erste Zählung, die die gesamte Österreichisch-Ungarische Monarchie erfasste, wurde zum Stichtag 31. Dezember 1869 abgehalten. In der Folge fanden alle zehn Jahre Zählungen statt, Stichtag war jeweils der 31. Dezember der Jahre 1880, 1890, 1900 und 1910. Mit dem Ersten Weltkrieg und dem Ende der Monarchie wurde diese Serie an Zählung beendet.